# Rottenacker
Rottenacker è un comune tedesco di 2 198 abitanti, situato nel land del Baden-Württemberg.